# Partecipanti al Giro del Belgio 2023
Elenco dei partecipanti al Giro del Belgio 2023.
Il Giro del Belgio 2023 è stato la novantaduesima edizione della corsa. Alla competizione presero parte ventuno squadre: sei con licenza UCI World Tour 2023, dieci UCI ProTeam e cinque UCI Continental Team.
Ciascuna delle squadre è composta da sette ciclisti, per un totale di 147 accreditati alla partenza.

## Corridori per squadra
Nota: R ritirato, NP non partito, FT fuori tempo, SQ squalificato
| Soudal Quick-Step        | Soudal Quick-Step        | Soudal Quick-Step        | Alpecin-Deceuninck          | Alpecin-Deceuninck          | Alpecin-Deceuninck          | Trek-Segafredo             | Trek-Segafredo             | Trek-Segafredo             |
| ------------------------ | ------------------------ | ------------------------ | --------------------------- | --------------------------- | --------------------------- | -------------------------- | -------------------------- | -------------------------- |
| N°                       | Ciclista                 | Clas.                    | N°                          | Ciclista                    | Clas.                       | N°                         | Ciclista                   | Clas.                      |
| 1                        | Fabio Jakobsen           | 54°                      | 11                          | Mathieu van der Poel        | 1°                          | 21                         | Jasper Stuyven             | 5°                         |
| 2                        | Tim Declercq             | 22°                      | 12                          | Jasper Philipsen            | 26°                         | 22                         | Thibau Nys                 | 53°                        |
| 3                        | Yves Lampaert            | 4°                       | 13                          | Dries De Bondt              | 51°                         | 23                         | Emīls Liepiņš              | 35°                        |
| 4                        | Michael Mørkøv           | 69°                      | 14                          | Senne Leysen                | 85°                         | 24                         | Toms Skujiņš               | 10°                        |
| 5                        | Casper Pedersen          | 3°                       | 15                          | Jonas Rickaert              | 50°                         | 25                         | Asbjørn Hellemose          | R 5ª                       |
| 6                        | Jannik Steimle           | 77°                      | 16                          | Ramon Sinkeldam             | 59°                         | 26                         | Mathias Vacek              | 9°                         |
| 7                        | Stan Van Tricht          | 31°                      | 17                          | Gianni Vermeersch           | 24°                         | 27                         | Otto Vergaerde             | R 1ª                       |
| Intermarché-Circus-Wanty | Intermarché-Circus-Wanty | Intermarché-Circus-Wanty | Lotto Dstny                 | Lotto Dstny                 | Lotto Dstny                 | Team DSM                   | Team DSM                   | Team DSM                   |
| N°                       | Ciclista                 | Clas.                    | N°                          | Ciclista                    | Clas.                       | N°                         | Ciclista                   | Clas.                      |
| 31                       | Gerben Thijssen          | 97°                      | 41                          | Caleb Ewan                  | 33°                         | 51                         | John Degenkolb             | 46°                        |
| 32                       | Aimé De Gendt            | 12°                      | 42                          | Jarrad Drizners             | 107°                        | 52                         | Joost Brinkman             | FT1ª                       |
| 33                       | Hugo Page                | 19°                      | 43                          | Frederik Frison             | 44°                         | 53                         | Alexander Edmondson        | 94°                        |
| 34                       | Lorenzo Rota             | 11°                      | 44                          | Sébastien Grignard          | 78°                         | 54                         | Nils Eekhoff               | 88°                        |
| 35                       | Sven Erik Bystrøm        | 32°                      | 45                          | Jacopo Guarnieri            | 61°                         | 55                         | Niklas Märkl               | 28°                        |
| 36                       | Boy van Poppel           | 87°                      | 46                          | Jasper De Buyst             | 6°                          | 56                         | Casper van Uden            | 79°                        |
| 37                       | Loïc Vliegen             | 21°                      | 47                          | Florian Vermeersch          | 7°                          | 57                         | Sam Welsford               | 79°                        |
| Astana Qazaqstan Team    | Astana Qazaqstan Team    | Astana Qazaqstan Team    | Israel-Premier Tech         | Israel-Premier Tech         | Israel-Premier Tech         | Team Flanders-Baloise      | Team Flanders-Baloise      | Team Flanders-Baloise      |
| N°                       | Ciclista                 | Clas.                    | N°                          | Ciclista                    | Clas.                       | N°                         | Ciclista                   | Clas.                      |
| 61                       | Cees Bol                 | 74°                      | 71                          | Sep Vanmarcke               | 73°                         | 81                         | Jenno Berckmoes            | 47°                        |
| 62                       | Jurij Natarov            | NP5ª                     | 72                          | Ben Hermans                 | 8°                          | 82                         | Vito Braet                 | 25°                        |
| 63                       | N. Nūrlyhasym            | 92°                      | 73                          | Jens Reynders               | R 5ª                        | 83                         | Alex Colman                | 90°                        |
| 64                       | Christian Scaroni        | 66°                      | 74                          | Oded Kogut                  | 48°                         | 84                         | Sander De Pestel           | 14°                        |
| 65                       | Manuele Boaro            | 122°                     | 75                          | Guy Sagiv                   | 89°                         | 85                         | Elias Maris                | 43°                        |
| 66                       | Davide Martinelli        | 101°                     | 76                          | Tom Van Asbroeck            | 20°                         | 86                         | Aaron Van Poucke           | 70°                        |
| 67                       | Gleb Syrica              | 86°                      | 77                          | Marco Frigo                 | 45°                         | 87                         | Ward Vanhoof               | 34°                        |
| Bingoal WB               | Bingoal WB               | Bingoal WB               | Bolton Equities Black Spoke | Bolton Equities Black Spoke | Bolton Equities Black Spoke | Corratec Selle Italia      | Corratec Selle Italia      | Corratec Selle Italia      |
| N°                       | Ciclista                 | Clas.                    | N°                          | Ciclista                    | Clas.                       | N°                         | Ciclista                   | Clas.                      |
| 91                       | Cériel Desal             | 40°                      | 101                         | Ryan Christensen            | 42°                         | 111                        | Stefano Gandin             | 112°                       |
| 92                       | Rémy Mertz               | 84°                      | 102                         | Logan Currie                | 36°                         | 112                        | Charlie Quarterman         | 113°                       |
| 93                       | Matteo Malucelli         | 102°                     | 103                         | James Fouché                | 104°                        | 113                        | Lorenzo Quartucci          | 95°                        |
| 94                       | Ludovic Robeet           | 72°                      | 104                         | Aaron Gate                  | 75°                         | 114                        | Jan Stöckli                | R 1ª                       |
| 95                       | Luca Van Boven           | 49°                      | 105                         | Ollie Jones                 | 115°                        | 115                        | Etienne van Empel          | 120°                       |
| 96                       | G. Van Keirsbulck        | 81°                      | 106                         | Jacob Scott                 | 56°                         | 116                        | Attilio Viviani            | R 1ª                       |
| 97                       | Kenneth Van Rooy         | 41°                      | 107                         | Rory Townsend               | 16°                         | 117                        | Samuele Zambelli           | 106°                       |
| Eolo-Kometa Cycling Team | Eolo-Kometa Cycling Team | Eolo-Kometa Cycling Team | Human Powered Health        | Human Powered Health        | Human Powered Health        | Team Novo Nordisk          | Team Novo Nordisk          | Team Novo Nordisk          |
| N°                       | Ciclista                 | Clas.                    | N°                          | Ciclista                    | Clas.                       | N°                         | Ciclista                   | Clas.                      |
| 121                      | Vincenzo Albanese        | 27°                      | 131                         | Scott McGill                | 83°                         | 141                        | Hamish Beadle              | 125°                       |
| 122                      | Erik Fetter              | 17°                      | 132                         | August Jensen               | 105°                        | 142                        | Declan Irvine              | 118°                       |
| 123                      | Giovanni Lonardi         | 100°                     | 133                         | Wessel Krul                 | 80°                         | 143                        | Matyáš Kopecký             | 98°                        |
| 124                      | Mirco Maestri            | 58°                      | 134                         | Bart Lemmen                 | 15°                         | 144                        | Péter Kusztor              | 62°                        |
| 125                      | David Martín             | 67°                      | 135                         | Barnabás Peák               | 111°                        | 145                        | Andrea Peron               | 65°                        |
| 126                      | Andrea Pietrobon         | 109°                     | 136                         | Gijs Van Hoecke             | 52°                         | 146                        | Umberto Poli               | 123°                       |
| 127                      | Javier Serrano           | 117°                     | 137                         | Matthew Gibson              | R 5ª                        | 147                        | Filippo Ridolfo            | 114°                       |
| Uno-X Pro Cycling Team   | Uno-X Pro Cycling Team   | Uno-X Pro Cycling Team   | Baloise Trek Lions          | Baloise Trek Lions          | Baloise Trek Lions          | Pauwels Sauzen-Bingoal     | Pauwels Sauzen-Bingoal     | Pauwels Sauzen-Bingoal     |
| N°                       | Ciclista                 | Clas.                    | N°                          | Ciclista                    | Clas.                       | N°                         | Ciclista                   | Clas.                      |
| 151                      | Alexander Kristoff       | 37°                      | 161                         | Dietmar Ledegen             | NP5ª                        | 171                        | Eli Iserbyt                | R 1ª                       |
| 152                      | Jonas Abrahamsen         | 18°                      | 162                         | David Haverdings            | NP5ª                        | 172                        | Kay De Bruyckere           | 96°                        |
| 153                      | Stian Fredheim           | 110°                     | 163                         | Ward Huybs                  | NP5ª                        | 173                        | Ryan Kamp                  | 64°                        |
| 154                      | William Blume Levy       | 57°                      | 164                         | Daan Mariën                 | NP5ª                        | 174                        | Yorben Lauryssen           | 121°                       |
| 155                      | Erik Resell              | 23°                      | 165                         | Joris Nieuwenhuis           | NP5ª                        | 175                        | A. Van Den Bossche         | R 1ª                       |
| 156                      | Rasmus Tiller            | 13°                      | 166                         | Pim Ronhaar                 | NP5ª                        | 176                        | Lukas Vanderlinden         | 124°                       |
| 157                      | Søren Wærenskjold        | 2°                       | 167                         | Lars van der Haar           | NP5ª                        | 177                        | M. Vanthourenhout          | 93°                        |
| BEAT Cycling Club        | BEAT Cycling Club        | BEAT Cycling Club        | Tarteletto-Isorex           | Tarteletto-Isorex           | Tarteletto-Isorex           | VolkerWessels Cycling Team | VolkerWessels Cycling Team | VolkerWessels Cycling Team |
| N°                       | Ciclista                 | Clas.                    | N°                          | Ciclista                    | Clas.                       | N°                         | Ciclista                   | Clas.                      |
| 181                      | Stijn Daemen             | 55°                      | 191                         | Timothy Dupont              | 38°                         | 201                        | Zak Coleman                | R 4ª                       |
| 182                      | Gil D'Heygere            | NP3ª                     | 192                         | Maxime De Poorter           | 99°                         | 202                        | Timo de Jong               | 60°                        |
| 183                      | Guillaume Visser         | 108°                     | 193                         | Jonas Geens                 | 29°                         | 203                        | Jasper Haest               | 76°                        |
| 184                      | Vincent Hoppezak         | 103°                     | 194                         | Andreas Goeman              | 39°                         | 204                        | Bert-Jan Lindeman          | R 5ª                       |
| 185                      | Lucas Janssen            | 119°                     | 195                         | Gianni Marchand             | 91°                         | 205                        | Peter Schulting            | NP5ª                       |
| 186                      | Jochem Kerckhaert        | 30°                      | 196                         | Thomas Joseph               | 63°                         | 206                        | D. v. Sintmaartensdijk     | R 4ª                       |
| 187                      | Emiel Vermeulen          | 82°                      | 197                         | Kobe Vanoverschelde         | 116°                        | 207                        | Thimo Willems              | 71°                        |